# 가방을 든 여인
가방을 든 여인(La Ragazza Con La Valigia, Girl with a Suitcase)은 이탈리아에서 제작된 발레리오 주를리니 감독의 1961년 코미디, 드라마 영화이다. 클라우디아 카르디날레 등이 주연으로 출연하였다.

## 출연

### 주연
- 클라우디아 카르디날레
- 자끄 페렝

### 조연
- 레나토 발디니
- 리카르도 가로네
- 엘자 알바니
- 코라도 파니
- 지안 마리아 볼론테
- 로몰로 발리

## 제작진
- 미술: 플라비오 모게리니